# Eduard Kretzschmar

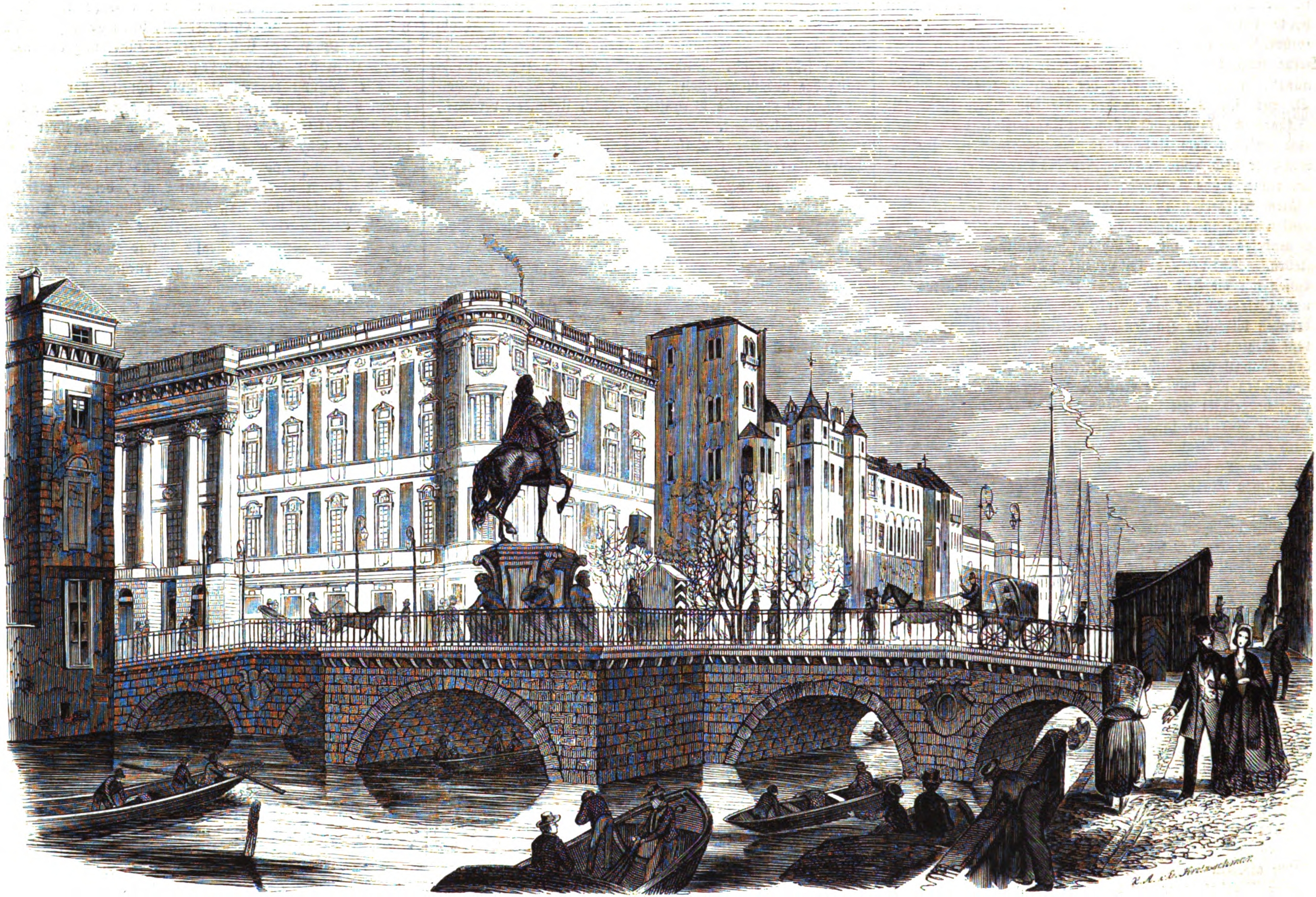
1847 fertigte Eduard Kretzschmar für die Illustrirte Zeitung eine Ansicht des Berliner Stadtschlosses an.

Eduard Kretzschmar (* 21. März 1806 in Leipzig; † 7. Juli 1858 ebenda) war ein deutscher Holzschneider und Illustrator.
Kretzschmar war zunächst Konditor, bildete sich sodann in der Formschneidekunst unter Friedrich Unzelmann in Berlin aus und begründete seinen Ruf 1839–1842 durch zahlreiche Blätter nach Adolph Menzels Illustrationen zur „Geschichte Friedrichs des Großen“ von Kugler.
Es folgten zwölf Blätter nach Bildnissen preußischer Heerführer von Menzel unter dem Titel: „Aus König Friedrichs Zeit“ (neue Ausg. 1886). Auch an anderen Holzschnittwerken hatte Kretzschmar inzwischen teilgenommen, z. B. an den „Volksmärchen“ von Musäus, an dem „Nibelungenlied“ von Alfred Rethel, den Illustrationen zu „Washington Irving“ von Ritter und Camphausen, dem „Tierleben der Alpenwelt“ von Fr. Tschudi, gezeichnet von G. W. Georgy, den „Vier Jahreszeiten“ von Roßmäßler und seit 1846 an der Illustrirten Zeitung, für die er vor allem Porträts von Personen und Gebäudeansichten in Holzschnitte umsetzte.
Zwei große Holzschnitte: Gustav Adolfs Tod, nach J. Kirchhoff, und ein deutscher Waldteich, nach Wilhelm Schirmer, erwarben ihm die goldene Medaille für Kunst.